# Crisia globosa
Crisia globosa är en mossdjursart som beskrevs av Shunsuke F. Mawatari 1973. Crisia globosa ingår i släktet Crisia och familjen Crisiidae. Inga underarter finns listade i Catalogue of Life.